# Theusz Hamtaahk Trilogie
Theusz Hamtaahk Trilogie ist ein Livealbum der französischen Progressive-Rock- und Zeuhl-Gruppe Magma. Es wurde im Mai 2000 im Le Trianon in Paris aufgenommen und 2001 veröffentlicht.

## Inhalt
Das Konzeptalbum präsentiert die gesamte Theusz-Hamtaahk-Trilogie als in sich geschlossenes, drei CDs umfassendes, Album. Während der dritte Satz Mekanïk Destruktïw Kommandöh gut bekannt ist und in zahlreichen Versionen existiert, war der erste Satz Theusz Hamtaahk bisher nur auf den Livealben Retrospektïẁ I-II von 1981 und BBC 1974 von 1999 erschien. Der zweite Satz Ẁurdah Ïtah war bisher lediglich in einer eher schlichten Version auf dem Soundtrack Ẁurdah Ïtah (Alternativtitel Tristan et Iseult) von 1974 zu Yvan Lagranges gleichnamigen Avantgardefilm Tristan et Iseult von 1971 aufgelegt.
Thematisch folgt auf die Theusz Hamtaahk Trilogie die 2017 veröffentlichte Ëmëhntëhtt-Rê Trilogie.

## Entstehungsgeschichte

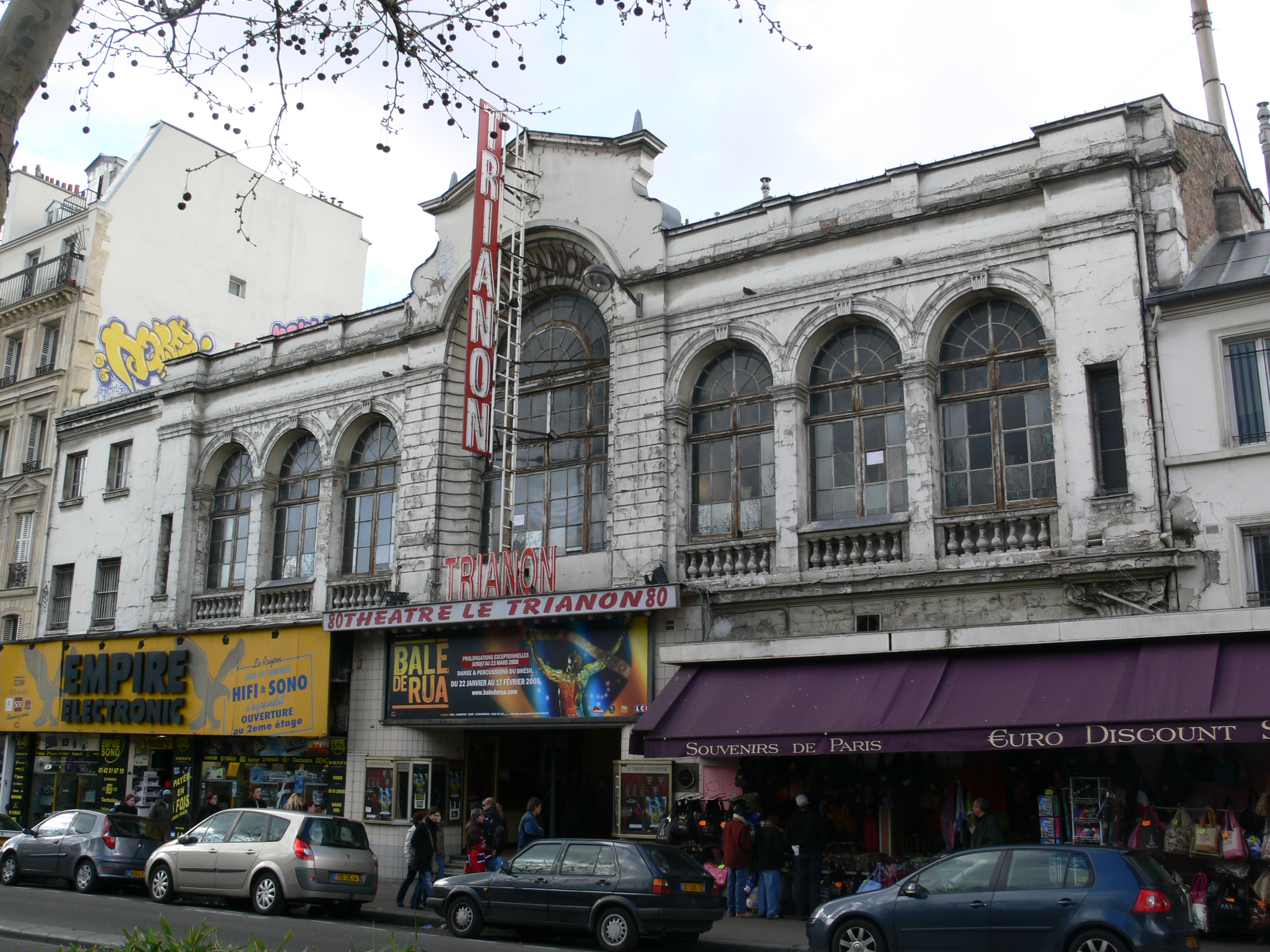
Der Aufnahmeort Le Trianon im Jahre 2008.

Die Titel von Theusz Hamtaahk Trilogie wurden an zwei Konzertabenden, am 13. und 14. Mai 2000, im Pariser Club Le Trianon anlässlich des dreißigjährigen Bandjubiläums von Magma aufgenommen. Das Album wurde von Seventh Records als Boxset mit drei CDs und einem 16-seitigen Booklet mit allen Texten auf Kobaianisch sowie als Video auf VHS und DVD herausgegeben.

## Titelliste
Alle Titel wurde von Christian Vander geschrieben.

### CD 1
Erster Satz: Premier Mouvement: Theusz Hamtaahk – 34:55
1. Malawëlëkaahm – 6:28
2. Sëwolahwëhn Öhn Zaïn – 6:42
3. Dëümb Ëwëlëss Dölëhn – 3:52
4. Zeuhl Wortz – 2:28
5. Gorutz Waahrn – 3:15
6. Tü Lü Lï Ë Üi Dü Wiï – 1:08
7. Se Lah Maahrï Donsaï – 2:31
8. Slibenli Dëh Theusz – 5:21
9. Zortsüng – 3:09

### CD 2
Zweiter Satz: Second Mouvement: Ẁurdah Ïtah – 40:45
1. Malawëlëkaahm (Incantation) – 4:21
2. Bradïa Da Zïmehn Iëgah (L'Initié A Parlé) – 2:35
3. Manëh Fur Da Zëss (Ensemble Pour Le Maître) – 1:42
4. Fur Dï Hël Kobaïa (Pour La Vie Eternelle) – 5:38
5. Blüm Tendiwa (L'Âme Du Peuple) – 5:49
6. Wohldünt Me¨m Dëwëlëss (Message Dans L'Etendue) – 3:08
7. Waïnsaht !!! (En Avant !!!) – 3:11
8. Wlasïk Steuhn Kobaïa (Ascension Vers L'Eternel) – 2:44
9. Sëhnntëht Dros Wurdah Süms (La Mort N'est Rien) – 6:00
10. C'est La Vie Qui Les A Menés Là! – 4:32
11. Ëk Sün Da Zëss (Qui Est Le Maître) – 2:37
12. De Zeuhl Ündazïr (Vision De La Musique Céleste) – 6:11

### CD 3
Dritter Satz: Troisième Mouvement: Mëkanïk Dëstruktïw Kömmandöh – 48:45
1. Hortz Fur Dëhn Stekëhn West – 10:16
2. Ïma Sürï Dondaï – 4:13
3. Kobaïa Iss Dëh Hündïn – 2:07
4. Da Zeuhl Wortz Mëkanïk – 7:20
5. Nebëhr Gudahtt – 7:39
6. Mëkanïk Kömmandöh – 8:05
7. Kreühn Köhrmahn Ïss Dëh Hündïn – 1:30
8. Da Zeuhl Wortz Waïnsaht (Hymne De La Zeuhl Wortz) – 1:53
9. Untitled (Joyeux Anniversaire) – 5:41

## Rezeption
Das Album wird allgemein überaus positiv aufgenommen. Auf dem Progressive-Rock-Potal Babyblaue Seiten vergaben drei von vier Benutzern die volle Punktzahl. Nach Udo Gerhards Meinung „… ist es schon fast beängstigend, wie perfekt die Band durch die ausgedehnten Kompositionen navigiert, der absolut exakte Chorgesang ist grandios, Vanders Schlagzeugspiel eindrucksvoll kraftvoll und treibend wie immer, Bassist Philippe Bussonet ein würdiger Nachfolger von Top und Paganotti. Ich kann nur sagen: dieses Set ist sicher einer der Prog-Höhepunkte dieses Jahres …“ Auch auf dem englischsprachigen Progressive-Rock-Portal Prog Archives erreicht es eine Wertung von 4,59/5 Punkten von 103 Rezensenten. Auf AllMusic erringt es von den Rezensenten und Benutzer 4,5/5 Punkten und Dominique Leone betont:

“… this performance of the trilogy highlights all of the reasons Magma fans are such a devoted lot. Where a more traditional prog band might emphasize the purely whimsical or capricious, Magma's best music (as evidenced here) is literally of another world.”

„… diese Aufführung der Trilogie macht deutlich, warum Magma-Fans so treu sind. Wo eine traditionellere Prog-Band vielleicht das rein Skurrile oder Kapriziöse betont, ist Magmas beste Musik (wie hier bewiesen) buchstäblich von einer anderen Welt.“

Der Konzertmitschnitt auf der DVD-Edition beeindruckt Andreas Pläschte von dem Babyblauen Seiten besonders durch „… die schlichte Schönheit der Darbietung. Die Band verzichtet live auf alle Mätzchen, die im Rock üblich sind, es gibt keine Dekoration …, keine Lightshow …, die Musiker stehen statisch an ihrem Platz und die Anlage spottet jeder Beschreibung. Und genau das macht das Konzert auch optisch so eindrucksvoll … Und hinter allem sitzt Vander an seinem kleinen Schlagzeug (mit dem würden viele Progrockdrummer nicht mal im Übungsraum spielen wollen) und rollt mit den Augen, lacht, droht und lebt seine Musik … und das macht MAGMA im Progrock so einmalig.“

## Weitere Veröffentlichungen
2001 wurde eine Aufzeichnung der Konzerte als 163-minütiges VHS- und DVD-Video bei Seventh Records herausgegeben, die die 31-minütige Kommentarkompilation Les Combattantes de la Zeuhl Wortz K. enthält, in der ehemalige Bandmitglieder zu Wort kommen.